# Emilio Longoni
Emilio Eugenio Longoni (Barlassina, 9 luglio 1859 – Milano, 29 novembre 1932) è stato un pittore italiano.

## Biografia
Nato a Barlassina dalla sarta Luigia Meroni e dal garibaldino e maniscalco Matteo Longoni, quartogenito di dodici figli, vive un'infanzia complicata dalle pessime condizioni economiche della famiglia, che costringono Emilio a essere avviato a Milano al lavoro di garzone sin dalla tenera età.
Appassionato di pittura, dopo una breve esperienza presso la bottega milanese del pittore di cartelloni stradali Faustino Colombo, dal 1876 al 1880 frequenta i corsi di nudo e di anatomia presso l'Accademia di belle arti di Brera, dove è allievo di Giuseppe Bertini e compagno di studi di Giovanni Segantini, Giovanni Sottocornola ed Ernesto Bazzaro. 
Nel 1880 aderisce alla Famiglia artistica milanese ed esordisce alle mostre della Promotrice di Brera con opere di stile accademico (Interno di una stalla, Studio dal vero e Paesaggio) che riscuotono tiepidi consensi; la precarietà economica, pertanto, costringe Longoni a lavorare come decoratore e tappezziere.
Dopo a una breve esperienza presso l'Accademia di belle arti di Napoli, dove frequenta l'ambito di Antonio Mancini, nel 1882 l'amico Segantini lo presenta ai fratelli Alberto e Vittore Grubicy, titolari di una importante galleria d'arte attiva nella promozione di giovani artisti; i due colleghi avviano quindi un periodo di collaborazione artistica svolto in Brianza, tra i laghi di Pusiano e Segrino, dove condividono soggetti e abitazione.
Il sodalizio si conclude malamente nel 1884.
L'anno successivo si trasferisce a Villa Ada, sul Lago Maggiore, dove frequenta il nucleo di artisti scapigliati che gravitano nell'area del Verbano, come Daniele Ranzoni, Leonardo Bazzaro e Luigi Conconi; nel 1886 ritorna a Milano e avvia l'attività ritrattistica su commissione di aristocratici e borghesi, come i banchieri Lazzaro Donati e Giovanni Torelli, il collezionista Giuseppe Treves e l'industriale Pietro Curletti.
A questo periodo risalgono le opere a contenuto rivoluzionario e di denuncia dell'iniquità sociale, come Piscinina (presentata nel 1891 alla Prima Triennale di Brera e che pone l'accento sul tema autobiografico del lavoro nei bambini del popolo), Chiusi fuori scuola e L'oratore dello sciopero, dipinti affini alla tecnica divisionista affermatasi (e ampiamente contestata da parte della critica) alla stessa Triennale con i lavori di Arnaldo Ferraguti, Giovanni Sottocornola, Filippo Carcano, Segantini, Angelo Morbelli e Gaetano Previati.
(Pompeo Bettini in Cronaca dell'Esposizione di Belle Arti, Ermanno Loescher, Milano, 1891)

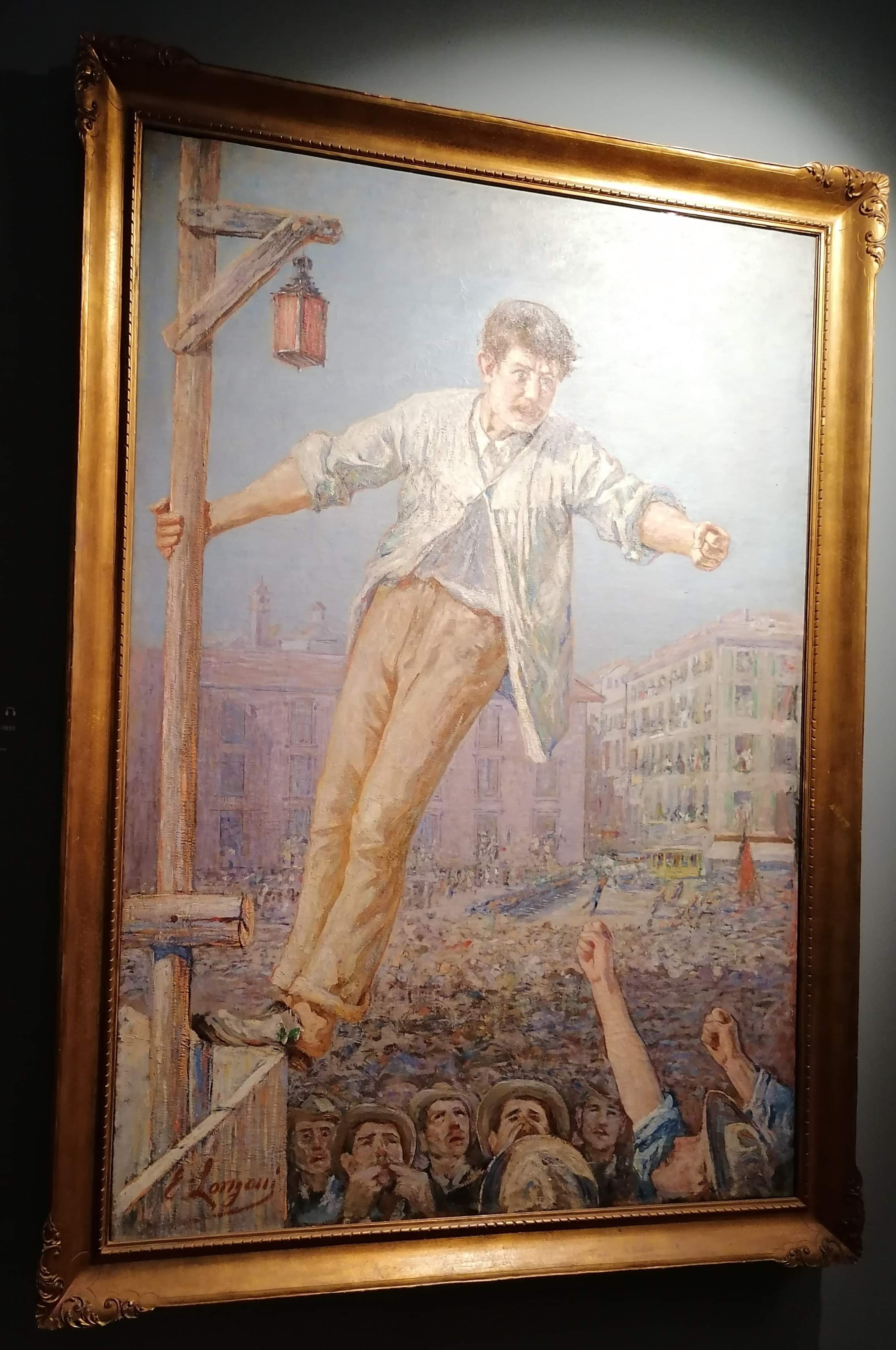
L'oratore dello sciopero

Riflessioni di un affamato, esposta alla Triennale di Brera del 1894, segna il momento più alto dell'impegno umanitario e sociale nella pittura di Longoni: il dipinto viene subito adottato dalla propaganda socialista come simbolo epocale dell'ingiustizia di classe, fatto che causa a Longoni una denuncia per istigazione all'odio di classe.

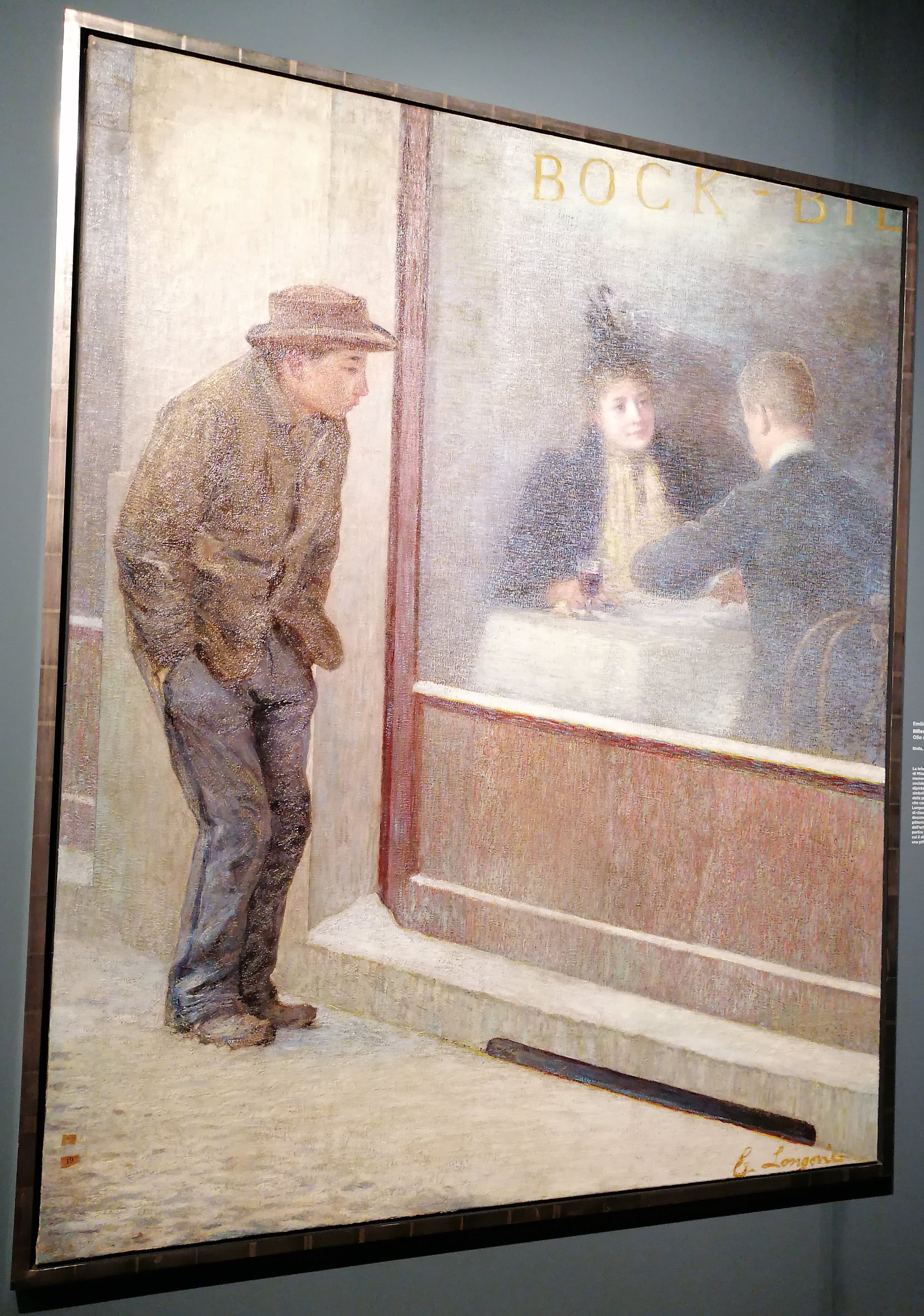
Riflessioni di un affamato

Nel 1900 partecipa all'Esposizione di Brera con Sola!, acquistata dalla regina Margherita, mentre nel 1904 si aggiudica una medaglia d'argento all'Esposizione universale di Saint-Louis con La voce del ruscello .
Nel 1906 Curletti gli concede un vitalizio che lo libera dalle preoccupazioni economiche e, a partire dagli anni Dieci, abbandona le tematiche sociali sviluppando un crescente contatto con la natura e avvicinandosi al Buddismo; trascorre lunghi periodi di lavoro solitario in baite e alpeggi tra il Massiccio del Bernina e la Valtellina dove, a stretto contatto con la natura e gli abitanti del luogo, esegue molti dipinti dal vero.
Tra questi Ghiacciaio, che nel 1906 si aggiudica il premio Principe Umberto rifiutato da Longoni, in polemica con le commissioni accademiche.
Dopo la prima guerra mondiale si assenta dalla scena espositiva, limitando la produzione alle commissioni; nel 1928 sposa la compagna Fiorenza de Gaspari, insegnante di origine valtellinese conosciuta in casa dell'avvocato Majno. 
Muore nel proprio studio il 29 novembre 1932 e viene sepolto al Cimitero Monumentale di Milano.

## L'avvicinamento al socialismo
L'amicizia con Gustavo Macchi (1862-1935), critico e scrittore, lo indirizza verso la lettura dei testi di Karl Marx e Arthur Schopenhauer e del poeta operaio Pompeo Bettini, con il quale avvia una collaborazione come illustratore per i periodici socialisti Lotta di classe e Almanacco socialista.
In questo periodo Longoni frequenta, unitamente ad altri intellettuali quali Ada Negri e Filippo Turati, il circolo culturale socialista che fa riferimento all'avvocato Luigi Majno e alla moglie Ersilia Bronzini.
Longoni viene coinvolto nei tumulti milanesi del 1898 e nella censura poliziesca che segue alla sanguinosa repressione del generale Fiorenzo Bava Beccaris, lamentando nelle sue memorie di aver subito per anni accaniti controlli da parte della polizia. 

## Stile
Tra i protagonisti del Divisionismo italiano, Longoni viene identificato come promotore, nella fase centrale della sua attività (tra il 1887 e il 1897), di dipinti utilizzati come strumenti di comunicazione politica, che affrontano temi di forte denuncia delle disparità sociali (il cosiddetto Verismo sociale), dello sfruttamento e della miseria delle classi subalterne milanesi.

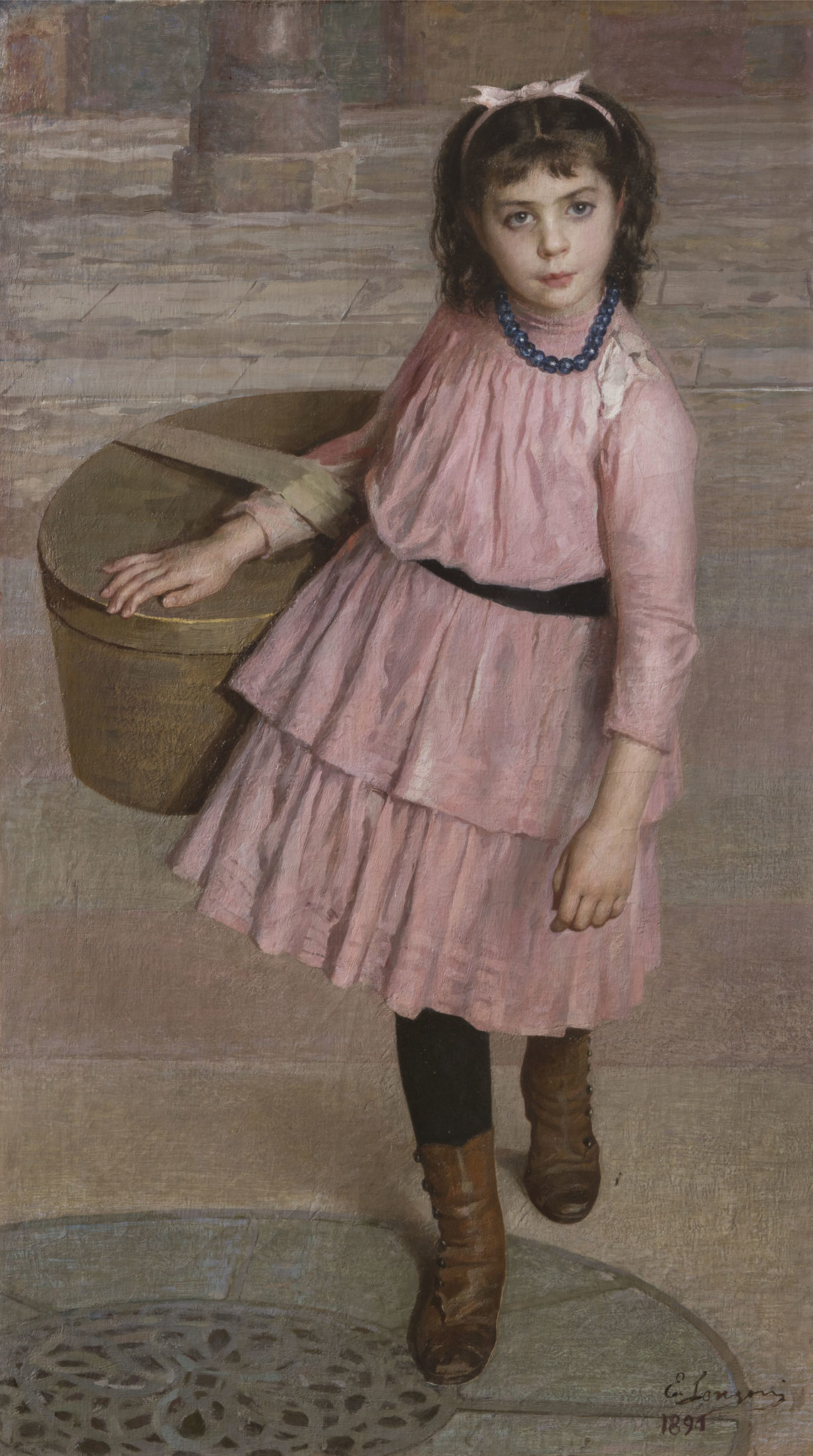
La piscinina

Dopo gli esordi caratterizzati dalla produzione di paesaggi e ritratti di famiglia di stampo scapigliato, il viaggio a Napoli del 1883 al fianco di Domenico Morelli lo conduce a un'evoluzione stilistica, che si focalizza su ritratti di intensa espressività.
A cavallo tra i due secoli si verifica una svolta artistica e intellettuale di Longoni che, chiuso il periodo dedicato ai temi sociali e all'impegno politico, si focalizza su una dimensione poetica e spirituale influenzata dalla filosofia di Arthur Schopenhauer e dal Buddismo, con dipinti di stampo prettamente divisionista.
Nella fase tardiva della sua attività, Longoni si rivolge a una pittura simbolista con oggetto i temi del paesaggio d'alta montagna resi con accentuati effetti atmosferici e luminosi, raramente accompagnati dalla presenza di figure umane.
Frequente l'utilizzo della tecnica della trasponitura, di norma utilizzata nel restauro, per ottenere una fusione del colore tramite l'applicazione di una fonte di calore sul retro della superficie del dipinto, al fine di esaltare gli effetti luce.

## Opere principali
- Ritratto di Luigia Calvasina Romanò (1878), olio su tela, Pinacoteca Ambrosiana, Milano;
- Chiuso fuori di scuola (1878), olio su tela, Pinacoteca Il Divisionismo, Fondazione CR Tortona[14];
- Ritratto di Giuseppe Romanò (1879), olio su tela, Pinacoteca Ambrosiana, Milano;
- Le capinere (Le monachine) (1884), olio su tela, Raccolte d'arte dell'Ospedale Maggiore, Milano[15];
- Primi e ultimi passi (1885-1890), olio su tela, Musei civici di Palazzo Farnese, Piacenza[16];
- Cocomeri e poponi (1886), olio su tela, Galleria d'Arte Moderna, Milano;
- Natura morta con frutta candita e caramelle (1887), olio su tela, Pinacoteca Il Divisionismo, Fondazione CR Tortona;
- Chiusi fuori di scuola (1887-1888), olio su cartone, Pinacoteca Ambrosiana, Milano;
- L'oratore dello sciopero (1890-1891), olio su tela, Collezione Banca di Credito Cooperativo di Barlassina;
- Campagna lombarda (1890-1895), olio su tela, Raccolte d'arte dell'Ospedale Maggiore, Milano[17];
- La piscinina (1891), olio su tela, collezione privata;
- La venditrice di frutta (Ona staderada) (1891), olio su tela, Pinacoteca Il Divisionismo, Fondazione CR Tortona[18];
- Il pulcino (1891), olio su tela, collezione privata;
- Riflessioni di un affamato (1894), olio su tela, Museo del Territorio biellese, Biella;
- Campagna milanese (1894), olio su cartone, Pinacoteca Il Divisionismo, Fondazione CR Tortona;
- Melanconia invernale (1894-1895), olio su tela, Pinacoteca Il Divisionismo, Fondazione CR Tortona;
- Melanconie (1895), olio su tela, Galleria d'Arte Moderna, Milano;
- Angelo del dolore (1897), pastello su carta, Pinacoteca Il Divisionismo, Fondazione CR Tortona[14];
- Ritratto di Savina Alfieri Nasoni Borsa (1899-1900), olio su tela, Raccolte d'arte dell'Ospedale Maggiore di Milano[19];
- Sola! (1900), olio su tela, Casa di lavoro e patronato per i ciechi di guerra di Lombardia, Milano;
- Ritratto di Augusto Donati (1900-1909), olio su tela, Museo Martinitt e Stelline, Milano[20];
- Pecorina ammalata (1902), olio su tela, Museo Nazionale delle Belle Arti, Buenos Aires;
- Accordi azzurri (1903), olio su tela, collezione privata;
- La voce del ruscello (1904), olio su tela, collezione privata;
- Morena e lago alpino (1904-1905), olio su tela, Musei civici del Castello di Masnago, Varese[21];
- Lago bianco (1905), olio su tela, collezione privata;
- Ghiacciaio (1906), olio su tela, La Permanente, Milano;
- Ghiacciaio in sole (1908-1909), olio su tela, Collezione Banca di Credito Cooperativo di Barlassina;
- Il campanile della Chiesa di San Pietro in Gessate (1910), olio su tela, collezione privata;
- Laghetto con rive in fiore (1910), olio su tela, Galleria civica d'arte moderna e contemporanea, Torino;
- Trasparenze alpine (1910), olio su tela, Galleria d'Arte Moderna, Milano;
- Solitudine (1910-1911), olio su tela, Pinacoteca Il Divisionismo, Fondazione CR Tortona[22];
- Ghiacciaio (1912), olio su tela, Galleria d'Arte Moderna, Milano;
- Primavera in alta montagna (1912), olio su tela, Collezioni d'arte della Fondazione Cariplo, Milano[3];
- Sorriso del lago (1914), olio su tela, collezione privata;
- Alba nel ghiacciaio (Neve in alta montagna) (1915-1916), olio su tela, Pinacoteca di Brera, Milano[23];
- Solitudine alpestre (non datato), olio su tela, collezione privata;
- Scogliera (non datato), olio su tela, collezione Cornèr Banca, Lugano.